# Castrignano del Capo
Castrignano del Capo es una localidad italiana de la provincia de Lecce, región de Puglia, con 5.426 habitantes.

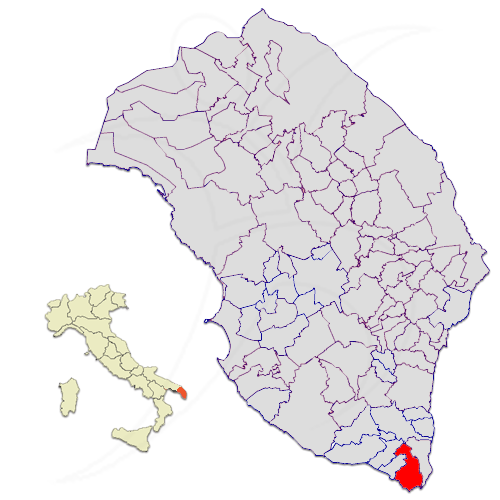
Ubicación de la ciudad de Castrignano del Capo dentro de la provincia de Lecce.

## Evolución demográfica
| Gráfica de evolución demográfica de Castrignano del Capo entre 1861 y 2001 |
|                                                                            |
| Fuente ISTAT - elaboración gráfica de Wikipedia                            |